# Leszek Szemel
Leszek Szemel (ur. 13 stycznia 1945 w Białej Podlaskiej, zm. 5 grudnia 2024) – polski piłkarz wodny i pływak, następnie trener.

## Życiorys
Od 1954 mieszkał w Szczecinie. Tam w 1958 rozpoczął treningi w piłce wodnej w barwach Arkonii. Uprawiał także pływanie.
Na mistrzostwach Polski seniorów na basenie 50-metrowym zdobył indywidualnie pięć medali: złote na 400 metrów stylem dowolnym w 1964 i 1965, złoty na 100 metrów stylem dowolnym w 1964, srebrne na 50 metrów stylem dowolnym i 100 metrów stylem dowolnym w 1965.
Na mistrzostwach Polski seniorów na basenie 25-metrowym zdobył indywidualnie osiem medali: złote na 100 metrów stylem dowolnym i 200 metrów stylem dowolnym w 1965, srebrny na 100 metrów stylem motylkowym w 1965, srebrne na 100 metrów stylem dowolnym i 200 metrów stylem dowolnym w 1966, brązowe na 50 metrów stylem dowolnym w 1965 i 1966 i brązowy na 100 metrów stylem motylkowym w 1966.
Jako piłkarz wodny zdobył z Arkonią Szczecin dziewięć tytułów mistrza Polski (1966, 1967, 1968, 1969, 1970, 1971, 1974 i jako grający trener w 1975 i 1976), trzy tytuły wicemistrza Polski (1965, 1972 i jako trener w 1977), a także brązowy medal mistrzostw Polski w 1972 (jako grający trener). W 1966, 1967, 1968, 1970 i 1971 został królem strzelców I ligi. Arkonię jako trener prowadził do 1977.
W latach 1962-1968 i w 1974 ponad 200 razy wystąpił w reprezentacji Polski seniorów, zagrał m.in. na mistrzostwach Europy w 1962 (11. miejsce), zaś w 1974 po turnieju towarzyskim pokłócił się z trenerem i opuścił zgrupowanie. Ominęły go w konsekwencji mistrzostwa Europy w 1974.
Od 1983 mieszkał w Gryfinie.